# Obregonia denegrii
Obregonia denegrii là một loài thực vật có hoa trong họ Cactaceae. Loài này được Frić mô tả khoa học đầu tiên năm 1925.

## Hình ảnh

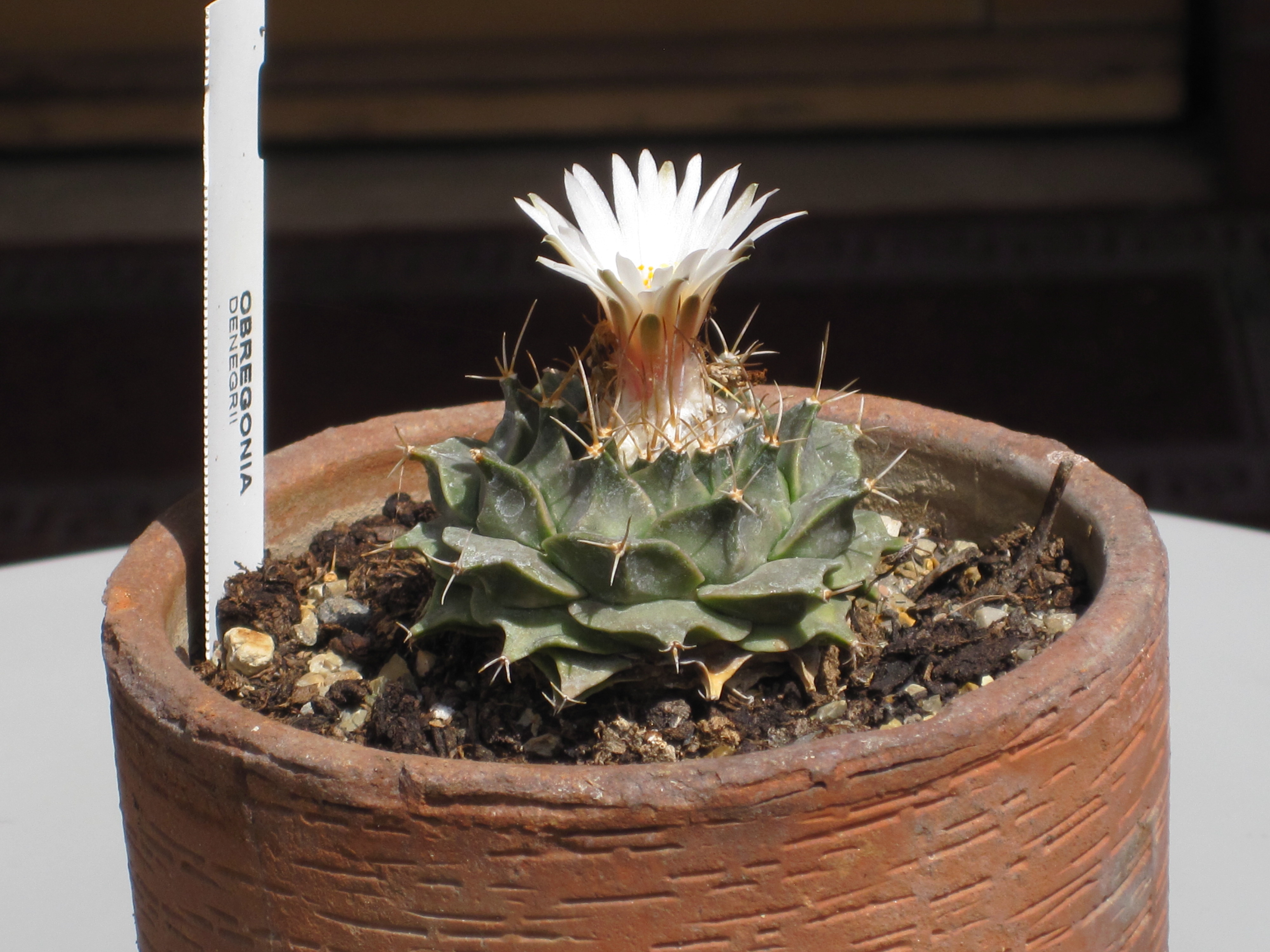
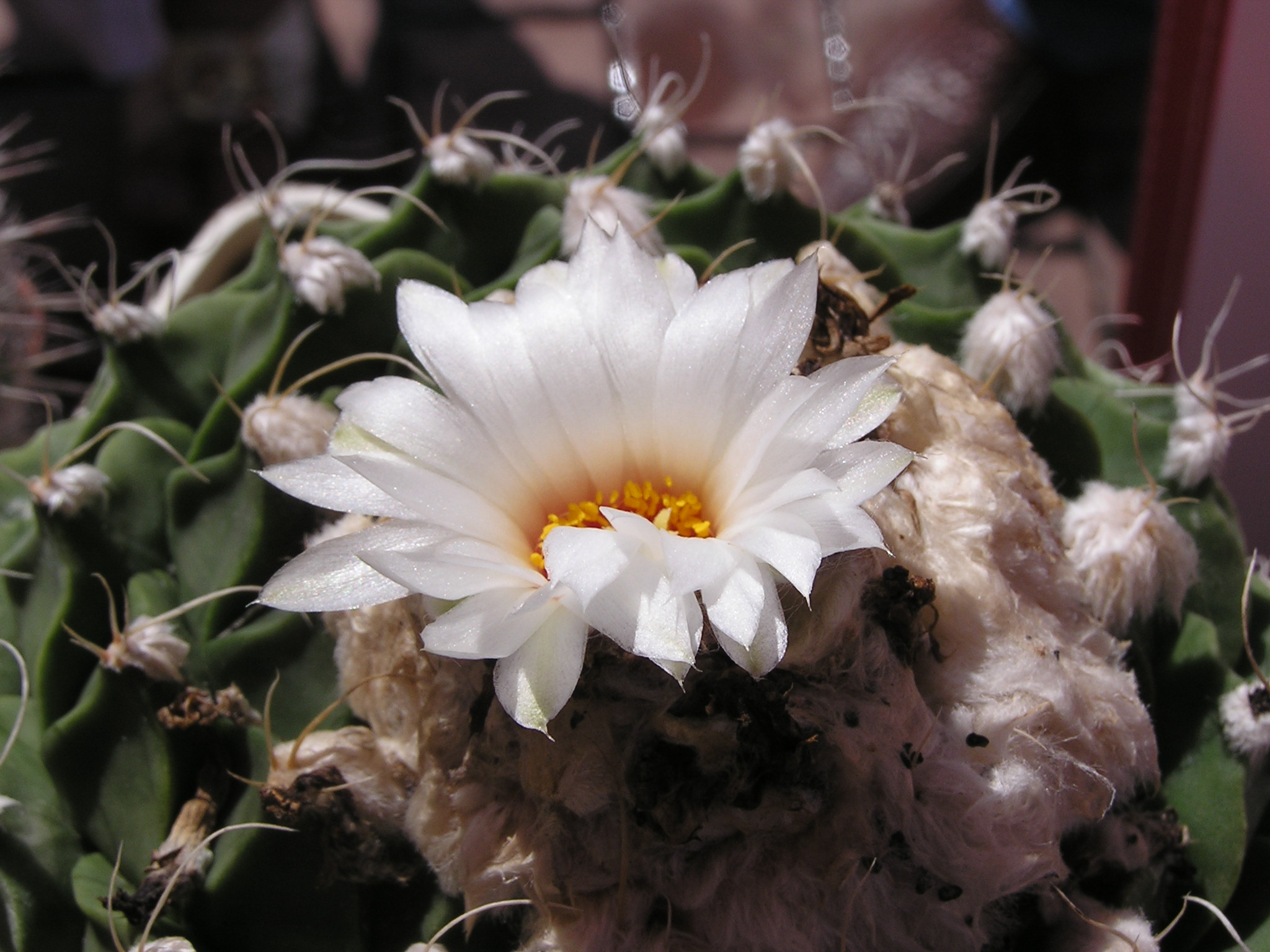
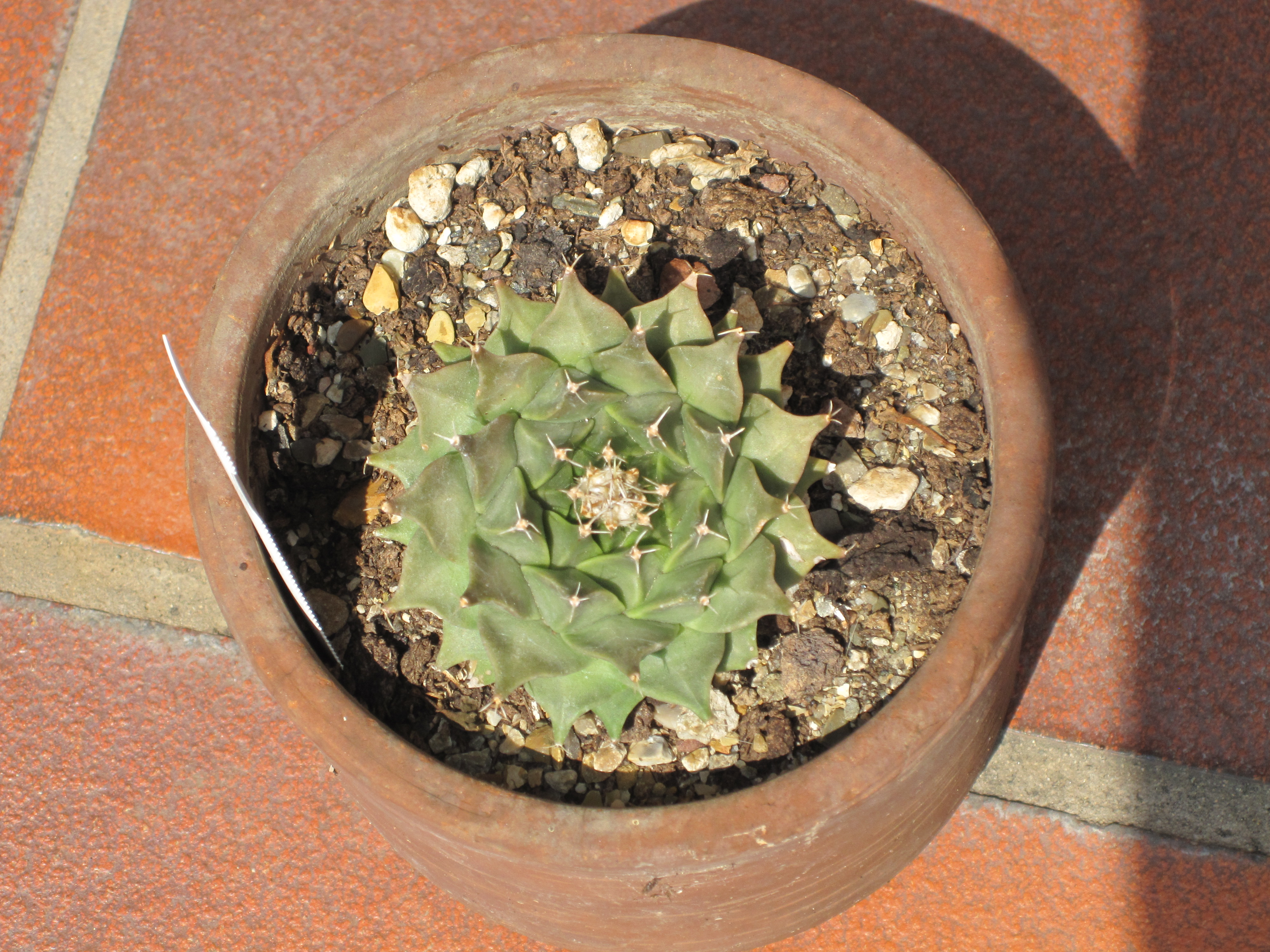
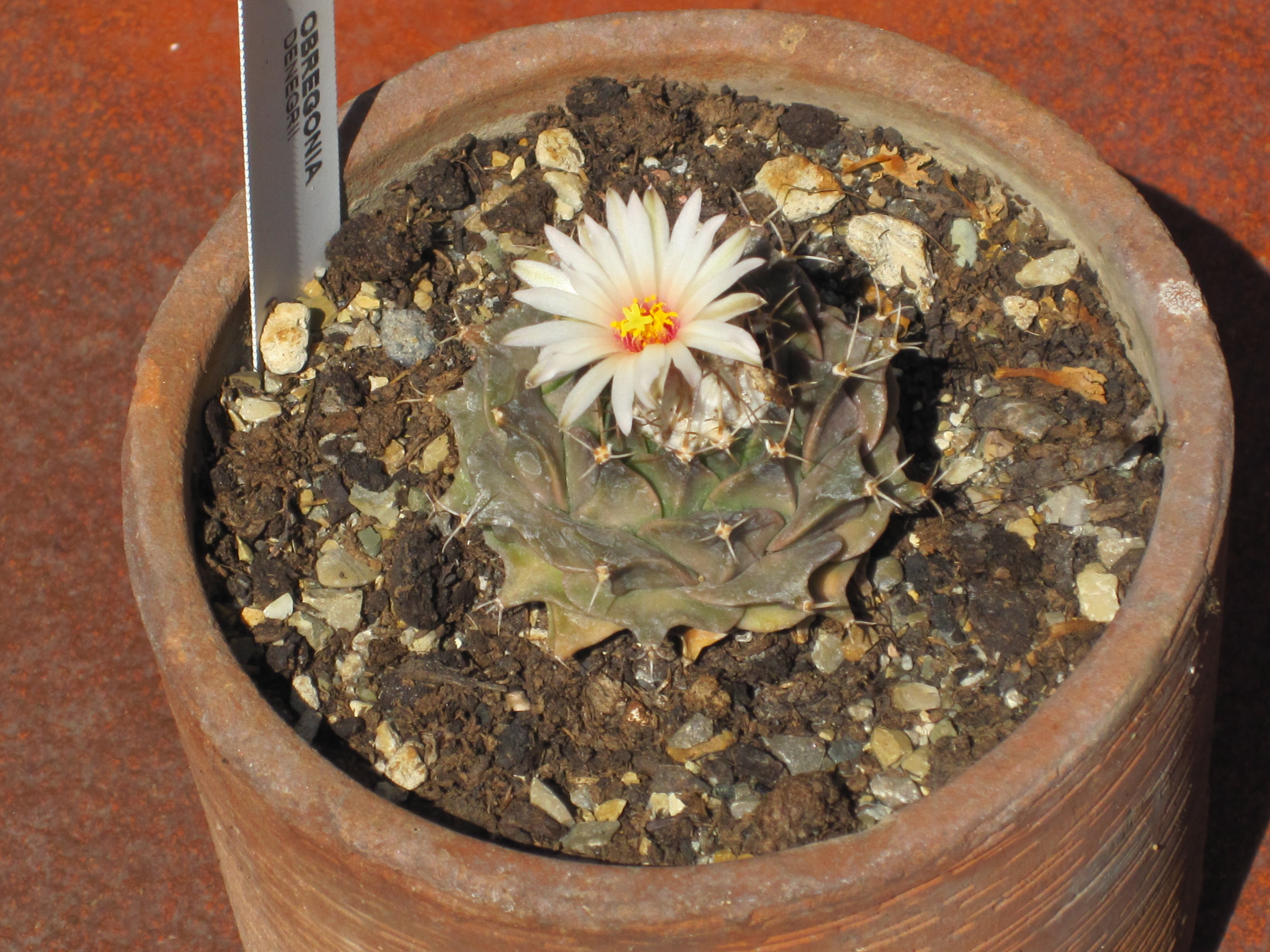
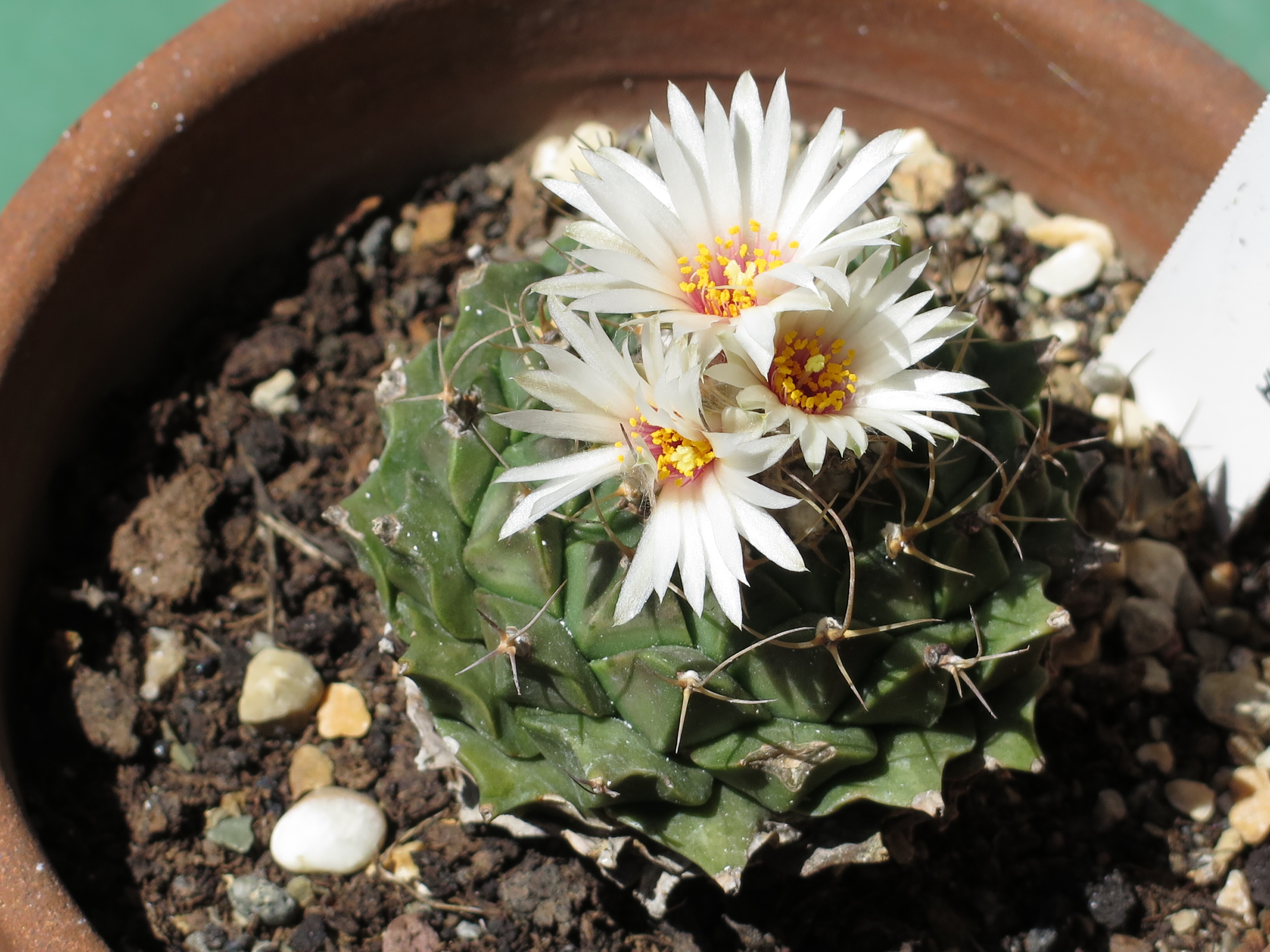